# Kraft Foods

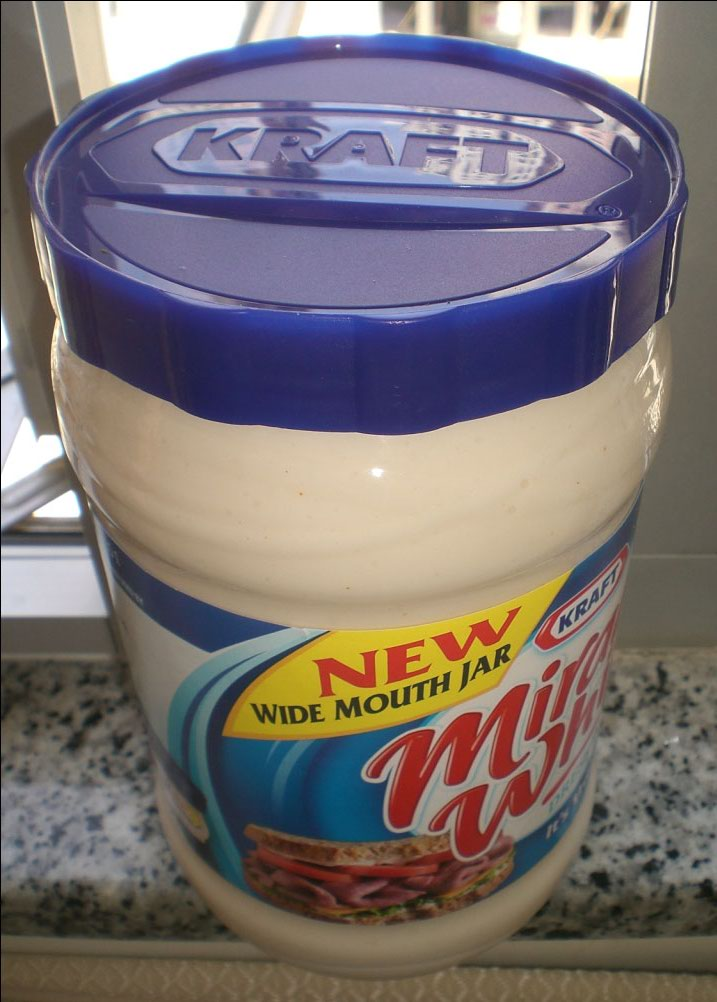

Kraft Foods, Inc. is een bedrijf dat voedingsmiddelen en dranken produceert. In 2015 werd het overgenomen door Heinz en de combinatie gaat sindsdien verder onder de naam Kraft Heinz Company.

## Geschiedenis
Het bedrijf is opgericht door James L. Kraft in 1903 als kaasbedrijf. Vanaf 1988 was Kraft onderdeel van Philip Morris Companies Inc. (later Altria Group). In 2000 nam Philip Morris koekjesfabrikant Nabisco over en dit werd een dochterbedrijf van Kraft. Vanaf maart 2007 was Kraft weer een zelfstandig beursgenoteerd bedrijf met het hoofdkantoor in Northfield (Illinois) (VS).
In 2010 werd Cadbury plc overgenomen. In januari bereikten de twee overeenstemming en Kraft Foods betaalde US$ 19 miljard voor het Britse zoetwarenbedrijf.

## Splitsing
In oktober 2012 is de naam van Kraft Foods voor een deel van de activiteiten veranderd in Mondelez International. Reden voor deze naamsverandering is de opsplitsing van Kraft Foods in een Noord-Amerikaanse supermarktleverancier en een wereldwijd opererend snackmerk. De naam Kraft Foods Group wordt gebruikt voor de supermarktactiviteiten.
Kraft Foods had voor de splitsing een omzet van ruim € 42 miljard, waarvan € 28 miljard is overgegaan naar het snackbedrijf Mondelez. Mondelez telt ongeveer 100.000 medewerkers die zijn verdeeld over 300 locaties in 80 landen. Ongeveer een derde van de activiteiten van Mondelez bevinden zich in Europa. In de Benelux behoort het bedrijf tot de top 5 in de voedingsindustrie en hier zijn circa 3000 personeelsleden werkzaam.

## Activiteiten
Na de splitsing bleef een bedrijf over met activiteiten in de Verenigde Staten en Canada. Er werkten ongeveer 22.500 personen waarvan 2000 in Canada. De onderneming behaalde in 2014 een omzet van US$ 18,2 miljard en een winst van 1 miljard dollar. De belangrijkste productgroepen zijn: kaas, diepvriesmaaltijden, drankjes, maaltijden en toetjes en snacks. Belangrijke merknamen waaronder de producten worden verkocht zijn: Kraft, Oscar Meyer, Philadelphia (Noord-Amerikaanse markt), Maxwell House en Planters.
In 2015 werd Kraft overgenomen door de Braziliaanse investeringsmaatschappij 3G Capital en de investeringsmaatschappij Berkshire Hathaway van Warren Buffett en samengevoegd met Heinz onder de naam Kraft Heinz Company.

### Resultaten
In de onderstaande tabel de resultaten van Kraft Foods in de laatste vijf jaren voor de overname door Heinz. De activiteiten die zijn overgegaan naar Mondelēz zijn hierin niet opgenomen. De omzet is heel stabiel, maar de winsten fluctueerden vooral door financiële lasten en baten gerelateerd aan pensioenen en ziektekosten voor (ex-)werknemers.
| Jaar | Omzet            | Nettoresultaat |
| ---- | ---------------- | -------------- |
| 2010 | $ 17.739 miljoen | $ 1890 miljoen |
| 2011 | $ 18.576 miljoen | $ 1775 miljoen |
| 2012 | $ 18.271 miljoen | $ 1642 miljoen |
| 2013 | $ 18.218 miljoen | $ 2715 miljoen |
| 2014 | $ 18.205 miljoen | $ 1043 miljoen |